# Koskenkorva
Koskenkorva Viina (также известная как Koskenkorva или Kossu) — самый распространенный напиток из чистого спирта (38 %) в Финляндии. Производится компанией Altia на ликёро-водочном заводе Koskenkorva в Илмайоки и разливается в бутылки в Раямяки.
Зерновой (ячменный) спирт получают с использованием 200-ступенчатой непрерывной перегонки, предназначенной для производства высокочистого промышленного этанола. Напиток получают путем разбавления этого спирта родниковой водой и очень небольшим количеством сахара. Хотя его обычно называют водкой на английском языке, в Финляндии её называют не «водкой», а viina (см. Brännvin), хотя слово «водка» встречается на этикетке в соответствии с правилами ЕС. Водка Коскенкорва — тот же напиток (но с 40 % или 60 % алкоголя вместо традиционных 38 %), предназначенный на экспорт.
Помимо стандартного варианта 38 %, почти не ароматизированного, на рынке есть несколько вариантов Koskenkorva, в частности, знаменитая Salmiakki Koskenkorva, более известная как Salmiakkikossu или Salmari, которая приправлена солёной лакрицей. Другой вариант — та же «Коскенкорва» на основе ржи вместо ячменя, которая продается под той же маркой, что и Коскенкорва Viina Ruis. Также существует ванильный вариант под названием Vanilja Koskenkorva.
Водка «Финляндия», классифицируемая как «импортная премиум», идентична 40 % Коскенкорва, за исключением того, что сахар не добавляется. Компания Altia продала эту марку, предназначенную для зарубежных рынков, американской корпорации Brown-Forman, но оставалась единственным производителем Finlandia Vodka по крайней мере до 2017 года.
Водку «Коскенкорва» обычно употребляют в холодном виде, но также смешивают с колой, газированной водой, апельсиновым соком («отвертка»), энергетическим напитком или некоторыми (твердыми) солеными леденцовыми конфетами. В последнем случае коктейли часто изготавливают путем смешивания измельченных конфет Tyrkisk Peber («Турецкий перец») с напитком, хотя используются и другие подобные конфеты, и для этой конкретной цели существует готовый миксер для солёной лакрицы. Аналогичным образом готовится коктейль из измельчённых леденцов Fisherman’s Friend; полученный коктейль известен как «Fisu» (хельсинкский сленг для слова «рыба»).